# Salix tyrrhenica
Salix tyrrhenica är en videväxtart som beskrevs av Brullo, Scelsi och Spamp.. Salix tyrrhenica ingår i släktet viden, och familjen videväxter. Inga underarter finns listade i Catalogue of Life.